# Robert Paul Oszwald
Robert Paul Oszwald (* 11. Januar 1883 in Leipzig; † wahrscheinlich Frühjahr 1945) war ein deutscher völkischer und nationalsozialistischer Publizist, Historiker und politischer Funktionär mit gefragten Kompetenzen für die deutsche Belgienpolitik im Kaiserreich und im Nationalsozialismus.

## Leben
Nach dem Abitur studierte Oszwald ab 1903 Geschichte an der Universität Leipzig. 1907 wurde er mit einer Arbeit über die mittelalterliche Grundherrschaft promoviert. Von 1908 bis 1910 war er Bibliothekar und Assistent am Leipziger Historischen Institut. Von 1910 bis 1912 war er Lehrer an der Öffentlichen Handelslehranstalt Leipzig. 1910 heiratete er eine Niederländerin, deren Namen er als Bob Driessen ter Meulen auch als Pseudonym verwendete. In dieser Zeit wandte er sich auch der niederländischen Geschichte zu. Über die Beschäftigung mit den Niederlanden stieß Oszwald nach eigener Aussage 1912 auf die Flämische Bewegung. Er forderte die Einführung der niederländischen Sprache als einziger Amtssprache in Flandern sowie die Errichtung einer niederländischsprachigen Universität Gent. Durch seine 1914 in den Preußischen Jahrbüchern erschienene Studie „Nationalitätenkampf der Vlamen und Wallonen“ beeinflusste er die deutsche Flamenpolitik, möglicherweise initiierte er sie sogar, denn er hatte als Reichsoberarchivrat eine „Schlüsselstellung in der politischen Abteilung des Generalgouverneurs des besetzten Belgien“.
Oszwald war nach Peter Klefisch die „Inkarnation der Flamenpolitik des Generalgouverneurs von Bissing“, die völkisch ausgerichtet, aber nicht annexionistisch gewesen sei. Das sei, so Herbert van Uffelen, jedoch „mit einiger Skepsis“ zu sehen, weil Oszwald aktiv eine Flamenpolitik mitgestaltet habe, die „zumindest eine indirekte Annexion Belgiens durch Vereinnahmung der flämischen Bewegung und durch Zerstörung des belgischen Staates mit ihrer Hilfe“ anstrebte. Die Erfüllung flämischer Wünsche habe dabei eine untergeordnete Rolle gespielt. Seit 1917 war er als „Referent“ in der Politischen Abteilung des Generalgouvernements in Brüssel tätig.
Nach dem Kriegsende versuchte Oszwald bei der deutschen Botschaft in Den Haag unterzukommen, wo man sich allerdings gegen seine Anwesenheit wehrte, aus Furcht, sich in den Niederlanden durch die Anwesenheit eines prominenten Protagonisten der Flamenpolitik zu kompromittieren. Zwischen März 1919 und Anfang 1920 war er mit der Betreuung nach Deutschland geflüchteter Flamen beschäftigt, die mit den Besatzungsbehörden kollaboriert hatten. Seit 1920 war Oszwald am Reichsarchiv Potsdam beschäftigt. Im Auftrag der deutschen Abwehr organisierte er Aktivitäten gegen die französische und belgische Besatzung im Rheinland. Er publizierte weiter über Flandern und gründete u. a. die Deutsch-Niederländische Gesellschaft, deren Geschäftsführer er auch war. Er gründete die Deutsch-Niederländische Vereinigung in Köln und war einer der Initiatoren eines seit 1927 beantragten und 1931 begründeten Deutsch-Niederländischen Instituts an der Universität Köln. Bei diesem Vorhaben gehörte er führend einer als „die Völkischen“ bezeichneten Gruppe an, die sich allerdings mit ihrem Konzept nicht gegen eine Gruppe um den Oberbürgermeister Konrad Adenauer durchsetzen konnte. Eine Denkschrift der Oszwald-Gruppe erklärte „die staatliche Einigung des ganzen um das germanische Mittelmeer [die Nordsee] gelagerten germanischen Kulturbereichs unter Führung des Festlandgermanentums“ zur Zukunftsvision und zur Maßgabe für die Aktivitäten des Instituts. Adenauer und die Gruppe um ihn lehnten großniederländische und pangermanische Fantasien und „Blut-und-Boden“-Konzepte schon mit Rücksicht auf die niederländischen Gesprächspartner ab. Oszwald passte sich dem zunächst „taktisch“ an, um nach 1933 „um so stärker“ seine alte Linie neu einzuschlagen.
Seitens des Innenministeriums versuchte man, die außenpolitisch brisanten Tätigkeiten Oszwalds zu verhindern, um den Eindruck zu vermeiden, staatliche Stellen in Deutschland würden weiterhin eine Politik mit dem Ziel der staatlichen Umgestaltung Belgiens betreiben. Oszwald beschäftigte sich mit der Kriegsschuldfrage und sammelte belastendes Material gegen Belgien. Er vertrat dabei die Auffassung, die Besatzungsbehörden hätten sich in ihrer Flamenpolitik an die belgischen Gesetze gehalten und lediglich uneigennützig den unterdrückten flämischen Volksteil unterstützt. Ein Aufsatz über „Flanderns zwischenstaatliche Stellung“ im Mai 1929 führte zu empörten Reaktionen in der belgischen Presse, die die deutsche Einmischung kritisierte. Oszwald ließ sich jedoch weder hiervon noch von Appellen des Auswärtigen Amtes beirren. 1930 wurde er Gründungsmitglied im Bund der Flamenfreunde, 1933 in dem im Mai des Jahres von dem Elsässer Emigrationspolitiker Robert Ernst initiierten Bund deutscher Westen.
Zum 1. Mai 1933 trat Oszwald der NSDAP bei (Mitgliedsnummer 2.335.888). Nach Michael Fahlbusch schloss er sich auch der SS an. Für Stephan Laux ist zwar die Frage der formalen Mitgliedschaft offen, jedoch nicht die nach Oszwalds Qualität als Nazi: Er beschreibt ihn nachdrücklich als „dogmatischen Anhänger der nationalsozialistischen Rassenideologie“. Oszwald arbeitete in der Folge für das Reichsministerium für Volksaufklärung und Propaganda unter der Bezeichnung Deutsche Arbeitsgemeinschaft für den Niederländischen Kulturkreis (Danik), später dann für die Volksdeutsche Mittelstelle, zunächst in Berlin, nach der Besetzung der Niederlande und Belgiens im Mai 1940 dann in Den Haag. Vom OKH wurde er mit der volkstumspolitischen Arbeit in den Niederlanden und in Belgien beauftragt. Dem war ein erfolgreicher Vortrag vor Heinrich Himmler vorausgegangen. Der neue Auftrag diente dazu, die Okkupationspolitik in den Niederlanden und in den übrigen westeuropäischen Gebieten zu unterstützen, und zwar nun als Vertreter der SS im Generalkommissariat z. b. V. und Leiter des Sonderreferats Volkstum beim Reichskommissar für die Niederlande Arthur Seyß-Inquart.
Seit der zweiten Hälfte der 1930er Jahre hielt er sich zu Seminarveranstaltungen auf dem Gut Thansen des völkisch-nationalistisch orientierten Unternehmers und Mäzens Alfred C. Toepfer auf. Solche Aufenthalte dienten der „Vertiefung des gemeinsamen Blutserbes“ zwischen Flamen, Niederländern und Deutschen, wie er 1941 im Vorwort der deutschen Ausgabe einer Propagandaschrift erklärte. Sie stammte von dem niederländischen Autor Jef Hinderdael, der damit ein „Bekenntnis zum nationalsozialistischen Deutschland“ ablegte.
Er war der Herausgeber der 1937 erschienenen Anthologie Deutsch-Niederländische Symphonie. Sie war eine Festschrift zu Ehren des flämischen Schriftstellers und rechtsradikalen Aktivisten Raf Verhulst, „einem glühenden Bewunderer Hitlers“, der „seinen Landsleuten die Wahrheit über das Dritte Reich“ kundtue. Zu den auf dem Titel hervorgehobenen Beiträgern gehörten neben Oszwald Franz Fromme, August Borms, Antoon Jacob und der Maler Erich Klahn, der eine Reihe von Illustrationen beitrug.
Oszwald spielte eine wichtige Rolle bei den Gesprächen mit dem Führer der niederländischen Nationalsozialisten Anton Mussert, als es darum ging, diesen auf die nationalsozialistische Rassenlehre zu verpflichten und zur Werbung für die Waffen-SS zu bewegen. Er machte sich für ein kohärentes „niederdeutsches Volkstum“ stark.

## Schriften
- Zur Belgischen Frage. Der Nationalitätenkampf der Vlamen und Wallonen. Berlin 1915.
- Der Streit um den belgischen Franktireurkrieg. Eine kritische Untersuchung der Ereignisse in den Augusttagen 1914 und der darüber bis 1930 erschienenen Literatur unter Benutzung bisher nicht veröffentlichten Materials von Dr. R.P.Oszwald. Gilde-Verlag Köln, 1. + 2. Auflage 1931.
- als Herausgeber: Deutsch-niederländische Symphonie. Wolfshagen-Scharbeutz 1937 [2. Aufl. 1944].
- Die Volkstumslage im Rhein-, Maas- und Schelde-Delta. Berlin 1940.